# Boys Love
Boys Love – japoński dramat z 2006 roku w reżyserii Kōtarō Terauchiego.

## Fabuła
Taishin Mamiya ma za zadanie napisać artykuł o młodym modelu i rysowniku o imieniu Noeru. Po wizycie w jego domu wybiera się z nim do restauracji. W toalecie, mimo oporu Taishina, dochodzi między nimi do zbliżenia. Wraz z rozwojem fabuły Taishin dowiaduje się coraz więcej o życiu Noeru. Pod jego wpływem młody model zaczyna się zmieniać. Zaprzestaje stosunków seksualnych z właściwie nieznanymi sobie mężczyznami. Między nim a Taishinem powstaje uczucie.

## Obsada
- Yoshikazu Kotani − Mamiya Taishin
- Takumi Saitō − Noeru Kisaragi
- Atsumi Kanno − Sora Amagami
- Hiroya Matsumoto − Chidori Furumura
- Masashi Taniguchi − Kōsuke